# Cessac
Cessac (okzitanisch Ceçac) ist eine französische Gemeinde mit 198 Einwohnern (Stand: 1. Januar 2022) im Département Gironde in der Region Nouvelle-Aquitaine (vor 2016 Aquitaine). Sie gehört zum Arrondissement Langon und zum Kanton L’Entre-deux-Mers. Die Einwohner werden Cessacais genannt.

## Geographie
Cessac liegt im Weinbaugebiet Entre deux mers, etwa 37 Kilometer ostsüdöstlich von Bordeaux und 25 Kilometer nördlich von Langon. An der östlichen Gemeindegrenze verläuft der Fluss Engranne. Umgeben wird Cessac von den Nachbargemeinden Courpiac im Norden, Lugasson im Nordosten, Frontenac im Osten und Südosten, Baigneaux im Süden, Bellebat im Westen, Faleyras im Westen und Nordwesten sowie Romagne im Nordwesten.

## Bevölkerungsentwicklung
| Jahr                       | 1962 | 1968 | 1975 | 1982 | 1990 | 1999 | 2011 | 2020 |
| Einwohner                  | 189  | 189  | 139  | 173  | 179  | 169  | 188  | 193  |
| Quellen: Cassini und INSEE |      |      |      |      |      |      |      |      |

## Sehenswürdigkeiten
- Kirche Saint-Romain, Monument historique seit 1908

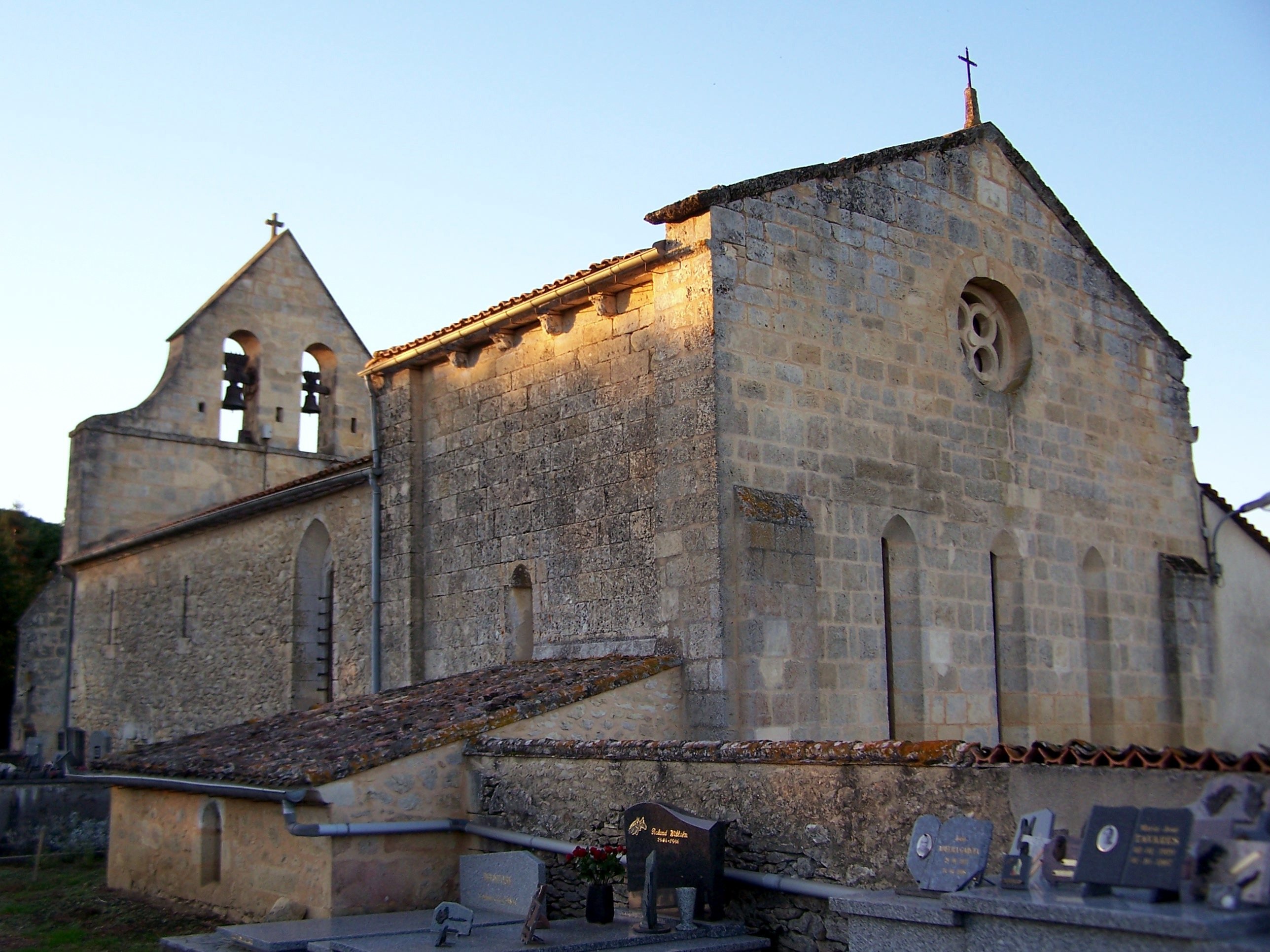
Kirche Saint-Romain